# Jaroslav Cankař a syn ATMOS
Firma Jaroslav Cankař a syn ATMOS je český výrobce kotlů na tuhá paliva.

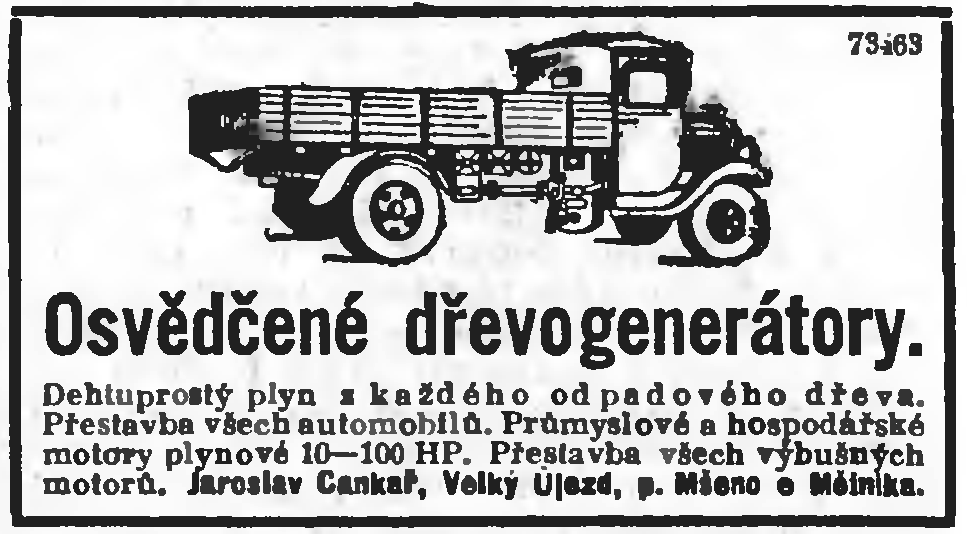
Dobový inzerát, firma Jaroslav Cankař, 1940

## Historie
Firma Jaroslav Cankař byla založena v roce 1935. V období Protektorátu, kdy byl všeobecný nedostatek benzínu, se věnovala přestavbám spalovacích motorů na tzv. dřevoplyn připojením zplyňovacího generátoru. Firma sídlila ve Velkém Újezdě v okrese Mělník a nesla název Jaroslav Cankař. Zplyňování paliva v počátcích používala při konstrukci zplyňovacích pohonných jednotek pro auta a lodě, později princip adaptovala pro zvýšení účinnosti spalování tuhých paliv v kotlích.
V roce 1945 zahájila firma pod názvem Atmos–kompresory v České Lípě výrobu kompresorů, které vyvážela do celého světa[ujasnit] až do znárodnění v roce 1951.  
Oni  neusnuli  na vavřinech ani  v  70.  a  80.  létech,  kolem  roku 1982  předělali  na dřevoplyn GAZík  MB-90-64  , generátor  byl nazván DOKOGEN  (Dokonalý  Generátor ). Informace  mám z  dobového tisku   v  roce 1983. 

## Současnost
Rodina získala v restituci zpět výrobnu kotlů v Bělé pod Bezdězem, firma je v obchodním rejstříku vedena pod názvem Jaroslav Cankař a syn ATMOS. (Společnost ATMOS CHRÁST s.r.o. vznikla z původního oddělení výroby kompresorů po znárodnění, se současnou firmou Jaroslav Cankař a syn ATMOS nemá už nic společného.)
Firma Jaroslav Cankař a syn ATMOS se orientuje výhradně na výrobu kotlů na pevná paliva, zejména dřevo a dřevěné pelety.